# Some Girls: Live in Texas '78
Some Girls: Live in Texas '78 è un film concerto del gruppo rock britannico The Rolling Stones diretto da Lynn Lenau Calmes nel 1978 e pubblicato il 18 novembre 2011. Il concerto fu registrato e filmato in 16 mm durante uno show al Will Rogers Auditorium di Fort Worth, Texas, il 18 luglio 1978, durante lo US Tour 1978 in supporto all'album Some Girls. Il concerto è stato distribuito nei formati DVD/Blu-ray, (DVD & CD) e (Blu-ray & CD). Originariamente il CD audio relativo al concerto era disponibile solo in abbinamento con il film, ma a partire dal giugno 2017 è stato pubblicato anche singolarmente.

## Tracce
- Tutti i brani sono opera di Mick Jagger & Keith Richards, eccetto dove indicato.

### DVD, CD & Blu-ray
1. Let It Rock (Chuck Berry)
2. All Down the Line
3. Honky Tonk Women
4. Star Star
5. When the Whip Comes Down
6. Beast of Burden
7. Miss You
8. Just My Imagination (Whitfield/Strong)
9. Shattered
10. Respectable
11. Far Away Eyes
12. Love in Vain (Robert Johnson)
13. Tumbling Dice
14. Happy
15. Sweet Little Sixteen (Chuck Berry)
16. Brown Sugar
17. Jumpin' Jack Flash

### Bonus features (DVD & Blu-ray)
Mick Jagger 2011 interview (15 min)
Saturday Night Live (7 October 1978) (21 min)
1. Tomorrow (with Dan Aykroyd & Mick Jagger)
2. Beast of Burden
3. Respectable
4. Shattered

ABC News 20/20 interviews with The Rolling Stones (Airdate 20 June 1978) (5 min)
- Interviewed by Geraldo Rivera during tour-rehearsal in Woodstock in June 1978

## Formazione
The Rolling Stones
- Mick Jagger – voce solista, chitarra, pianoforte elettrico
- Keith Richards – chitarre, cori e voce solista
- Ronnie Wood – chitarre, cori, pedal steel guitar
- Bill Wyman – basso
- Charlie Watts – batteria

Musicisti aggiuntivi
- Ian Stewart – pianoforte
- Ian McLagan – organo, piano, cori
- Doug Kershaw – violino in Far Away Eyes